# BBC Micro
BBC Micro是由艾康电脑公司（Acorn Computers）为英國廣播公司（BBC）的计算机认知计划（Computer Literacy Project）设计和生产的家用电脑，冠以BBC品牌销售。
BBC Micro对计算机产业具有重要影响，因为在移动芯片领域举足轻重的ARM（早期名称为Acorn Risc Machine，后来更名为Advanced RISC Machine）最初就是为BBC Micro及其后续型号设计的。ARM架构处理器是2010年代起最畅销的处理器，比其它所有处理器架构的處理器加起来还要多。

## 相關
- Arduino – 开源的单板机控制器Arduino
- Aakash平板电脑 – 由印度政府、印度理工學院、英國Datawind公司合作开发的$60超低价安卓系统平板电脑
- VIA APC（英语：VIA APC） – 威盛電子开发的$49美元PC系统
- BASIC Stamp – microcontroller programmed in BASIC
- BeagleBoard – 低价的ARM架構单板电脑
- Micro Bit - BBC在2016年推出的單板電腦，用於英國的資訊教育
- List of single-board computers（英语：List of single-board computers） – 单板机电脑系列清单（英文）